# Tantō

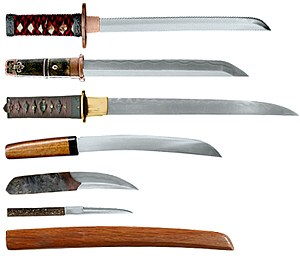
Verschiedene Tantō-Formen. Von oben nach unten:
- klassisches Tantō (mit großem Tsuba/Stichblatt);
- Hamidashi (mit kleinem Tsuba),
- Yoroi-dōshi (mit sehr kräftiger Klinge),
- Aikuchi (einfache Montur ohne Tsuba);
- Kaiken (kurzes Messer);
- Kogatana (Beimesser oder Allzweckmesser);
- Übungs-Tantō aus japanischer Roteiche.

Das Tantō [tan.toː] (jap. 短刀, dt. „kurzes Schwert“) ist ein gerades oder leicht gebogenes, einschneidiges japanisches Kampfmesser mit einer Klingenlänge von weniger als 1 Shaku (303 mm). Bei der Fertigung der Waffe kommen ähnliche Schmiedetechniken wie bei der Herstellung der japanischen Langschwerter (zum Beispiel Katana) zum Einsatz. In aller Regel haben die Tantō keinen Grat (Shinogi) auf der Klingenfläche.

## Begriffsdefinition
Tantō bezeichnet im engeren Sinne ein Messer mit Stichblatt (Tsuba), obwohl auch Sonderformen ohne Stichblatt existieren. Für das Training von japanischen Kampfkünsten werden aus Hartholz gefertigte Repliken eingesetzt, die in ihrer Form dem Bokutō entsprechen, aber kürzer sind und dadurch die ungefähre Form eines Aikuchi haben; auch sie werden umgangssprachlich Tantō genannt.

## Tantō-Sonderformen

### Hamidashi und Yoroi-dōshi
Diese Tantō-Formen sind mit einem äußerst kleinen Stichblatt ausgestattet, kaum größer als der Griffdurchmesser. Beide Varianten wurden in Kriegszeiten zusammen mit dem Katana-ähnlichen Langschwert Tachi getragen, üblicherweise an der linken Hüfte, und fanden im Nahkampf Verwendung. Das kürzere Hamidashi wurde dabei in erster Linie als „Helmbrecher“ eingesetzt. Ein Yoroi-dōshi diente mit seiner sehr kräftigen Klinge als sog. 'Panzerbrecher' zum Verwunden des Gegners durch die Rüstungslamellen und zum Zerschneiden der Rüstung von gefallenen Feinden (zwecks Enthauptung).

### Aikuchi
Als Aikuchi wird eine Tantō-Variante ohne Stichblatt bezeichnet. Der Griff schließt fast nahtlos an die Saya (Messerscheide) an.

### Kaiken
Das Kaiken (veraltet auch Kwaiken) ist ein Messer mit einer Klingenlänge von etwa 8 bis 16 cm. In erster Linie war es zur Selbstverteidigung und für den rituellen Selbstmord Seppuku von Frauen (nach einer Vergewaltigung oder als Aktion vor einer solchen) gedacht, wurde aber auch vielfach von Mönchen verwendet. Das Kaiken wurde verborgen unter dem Gewand getragen. Es gab sowohl Varianten mit gebogener, einschneidiger Klinge als auch dolchförmige, beidseitig geschliffene Kaiken.

### Kozuka
Auch das meist seitlich am Katana befestigte Beimesser Kogatana (Griff = Kozuka) zählt zu den Tantō.

### Kubikaki-Katana
Beim so genannten Kubikaki-Katana (oft auch Kubikiri oder Kubitori genannt) befindet sich die Schneide auf der Innenseite der gebogenen Klinge. Diese seltene Messerform wurde (in einer phantastisch-martialischen Interpretation) angeblich für Enthauptungen eingesetzt; die abgetrennten Köpfe besiegter Gegner wurden später dem Daimyō, dem Herrn des Kriegers oder Samurai, präsentiert.

### Ken-Tantō
Es gibt auch Tantō in Ken-zukuri. Ken ist zwar ebenfalls ein Begriff für Schwert, bezeichnet in diesem Fall aber die Klingenform, nämlich die zweischneidige, gerade Form aus der Frühzeit des japanischen Schwerts.

### Yari-Tantō
Ein Yari-Tantō kann aus einer Lanzenspitze, dem Yari, hergestellt werden. Es ist zweischneidig, hat allerdings einen massiven rhombischen Querschnitt.
Da sie ursprünglich auf langen Schäften montiert werden, haben Yari ein sehr langes Nakago (Schwertangel); dieses muss für die Umfunktionierung abgetrennt werden. Dabei kann auch das Mei, die Signatur des Schmieds, verloren gehen. Geeignet sind nur Yari mit eher geringer Klingenlänge.

## 'American Tanto'
Bei westlichen Taschenmessern und Kampfmessern wird mit Tanto-Klinge eine Klingenform bezeichnet, die eher gerade ist, meist auch einen Grat (SHINOGI) hat und bei der die Spitze nicht mit einer Rundung in die Klinge übergeht, sondern im Winkel zur Klinge steht. Diese populäre Gestaltung entspricht allerdings nicht der traditionellen japanischen Klingenform, die eben ohne Grat und mit einer Rundung an der Spitze gefertigt wird.